# Riserva naturale Koshi Tappu
La riserva naturale Koshi Tappu è un'area naturale protetta del Nepal sudorientale.
Istituita nel 1976, si estende per 175 chilometri quadrati attorno al fiume Sapta Koshi, un affluente del Gange.
Attualmente nella riserva vivono elefanti, bufali d'acqua, coccodrilli, cervidi, delfini del Gange e oltre 270 diverse specie di uccelli (il che rende questa zona una meta interessante per il birdwatching).
La riserva si raggiunge solo con mezzi su gomma grazie alla Mehendra Highway. La maggiore città nelle vicinanze (a meno di due ore di autobus) è Biratnagar.
Nel 1987 la riserva è stata inserita nelle zone protette secondo la convenzione di Ramsar.